# Dødstrussel
En dødstrussel er en trussel (ofte sendt anonymt) mod en person om at dræbe vedkommende. Dødstrusler er oftest beregnet på at skræmme modtagere og manipulere hans/hendes opførsel på en bestemt måde.
Dødstrusler forekommer oftest mod personer som er kendte af den almene offentlighed, selvom der også kan sendes dødstrusler mod andre.
Modtageren af en dødstrussel har ret til at melde personen der har sendt truslen til politiet.